# Gentianella eichleri
Gentianella eichleri är en gentianaväxtart som först beskrevs av L.G.Adams, och fick sitt nu gällande namn av Glenny. Gentianella eichleri ingår i släktet gentianellor, och familjen gentianaväxter. Inga underarter finns listade i Catalogue of Life.